# Lív Arge
Lív Finnbogadóttir Arge (født 20. marts 1997) er en færøsk fodboldspiller, der spiller for Havnar Bóltfelag og Færøernes kvindefodboldlandshold.

## Hæder
Havnar Bóltfelag
Nr. to
- Steypakappingin kvinnur: 2014

## Internationale mål
Færøernes mål og resultater vises først.
| # | Dato          | Stadion                               | Modstandshold | Scoring | Resultat | Turnering                                              | Kilde |
| - | ------------- | ------------------------------------- | ------------- | ------- | -------- | ------------------------------------------------------ | ----- |
| 1 | 6. apríl 2015 | Victor Tedesco Stadium, Ħamrun, Malta | Andorra       | 8–0     | 8–0      | Kvalifikation til EM i fodbold for kvinder 2015        |       |
| 2 | 6. apríl 2017 | Tórsvøllur, Tórshavn, Færøerne        | Luxembourg    | 4–0     | 5–1      | Kvalifikation til VM i fodbold for kvinder 2019 (UEFA) |       |